# Drama i futuristens cabaret nr. 13
Drama i futuristens cabaret nr. 13 (russisk: Драма в кабаре футуристов № 13, translit.: Drama v kabare futuristov № 13) er en russisk stumfilm fra 1914 instrueret af enten Vladimir Kasjanov eller Mikhail Larjonov. Det er formentlig verdens første avantgarde film.
Filmen blev vist sidste gang i Leningrad i 1930'erne. Filmen anses som bortkommet, men enkelte billeder er dog fortsat bevaret. Sidste gang den blev vist offentligt i slutningen af 30'erne i Leningrad Cinema House.
Filmen er optaget af Kasjanov sammen med medlemmer af den avantgardistiske/futuristiske russiske kunstnersammenslutning "Æslets hale". Filmen er en "tragikomedie" og et forsøg på at skabe en filmparodi på en kriminalfilm/eventyrfilm. Premieren fandt sted den 28. januar 1914, da kunstnersammenslutningen allerede var opløst.

## Medvirkende
- Vsevolod Maksimovitj
- David Burljuk
- Vladimir Burljuk
- Natalja Gontjarova
- Mikhail Larionov